# Stanisław Betley
Stanisław Betley (ur. 1955) – polski matematyk, profesor nauk matematycznych. Specjalizuje się w topologii (topologia algebraiczna) oraz w K-teorii. Profesor zwyczajny w Instytucie Matematyki Wydziału Matematyki, Informatyki i Mechaniki Uniwersytetu Warszawskiego.

## Życiorys
Stopień doktorski uzyskał na amerykańskim University of Notre Dame w 1984 na podstawie pracy pt. Homological Stability for Automorphism Groups of Hyperbolic Forms, przygotowanej pod kierunkiem prof. Williama Gerarda Dwyera. Habilitował się na Uniwersytecie Warszawskim w 1994 na podstawie dorobku naukowego i rozprawy pt. Homologie pełnej grupy liniowej i stabilna K-teoria. Tytuł naukowy profesora nauk matematycznych otrzymał w 2005. W ramach Wydziału Matematyki, Informatyki i Mechaniki UW pełnił m.in. funkcję dziekana. 
Swoje prace publikował w takich czasopismach jak m.in. „Communications in Algebra", „Journal of Pure and Applied Algebra” oraz „Proceedings of the American Mathematical Society”.
Członek Polskiego Towarzystwa Matematycznego oraz Komitetu Matematyki PAN.